# Elecciones parlamentarias de Bolivia de 1949
Las elecciones parlamentarias de Bolivia de 1949 se llevaron a cabo el 1 de mayo para renovar la mitad de la Cámara de Diputados y un tercio del Senado. El Partido de la Unión Republicana Socialista (PURS) obtuvo la mayoría absoluta en las 2 cámaras del Congreso Nacional.
Este fue el último Congreso elegido antes de la Revolución de 1952 y el último elegido antes del sufragio universal.

## Resultados
|                                                  |                                            |          |         |         |          |         |         |
| Partido                                          | Partido                                    | Escaños  | Escaños | Escaños | Escaños  | Escaños | Escaños |
| Partido                                          | Partido                                    | Cámara   | Cámara  | Cámara  | Senado   | Senado  | Senado  |
| Partido                                          | Partido                                    | Elegidos | Total   | +/–     | Elegidos | Total   | +/–     |
|                                                  | Partido de la Unión Republicana Socialista | 28       | 56      | +11     | 6        | 14      | 0       |
|                                                  | Movimiento Nacionalista Revolucionario     | 9        | 9       | +5      | 1        | 1       | 0       |
|                                                  | Partido de la Izquierda Revolucionaria     | 5        | 21      | -15     | 2        | 4       | 0       |
|                                                  | Partido Liberal                            | 2        | 9       | -7      | 0        | 6       | -1      |
|                                                  | Otros                                      | 10       | 13      | +6      | 0        | 2       | +1      |
|                                                  | Partido Social Demócrata                   | 1        | 2       | 0       | 0        | 0       | 0       |
|                                                  | Falange Socialista Boliviana               | 1        | 1       | 0       | 0        | 0       | 0       |
| Total                                            | Total                                      | 56       | 111     | 0       | 9        | 27      | 0       |
| Fuentes: Dodd y Political Handbook of the World. |                                            |          |         |         |          |         |         |